# American Eagle (Six Flags Great America)
American Eagle in Six Flags Great America (Gurnee, Illinois) ist eine Racing-Holzachterbahn des Herstellers Figley-Wright im Auftrag von Intamin, die am 23. Mai 1981 eröffnet wurde. Mit über 40 Jahren Betriebszeit zählt die doppelspurige Bahn schon zu den Klassikern der Anlage.

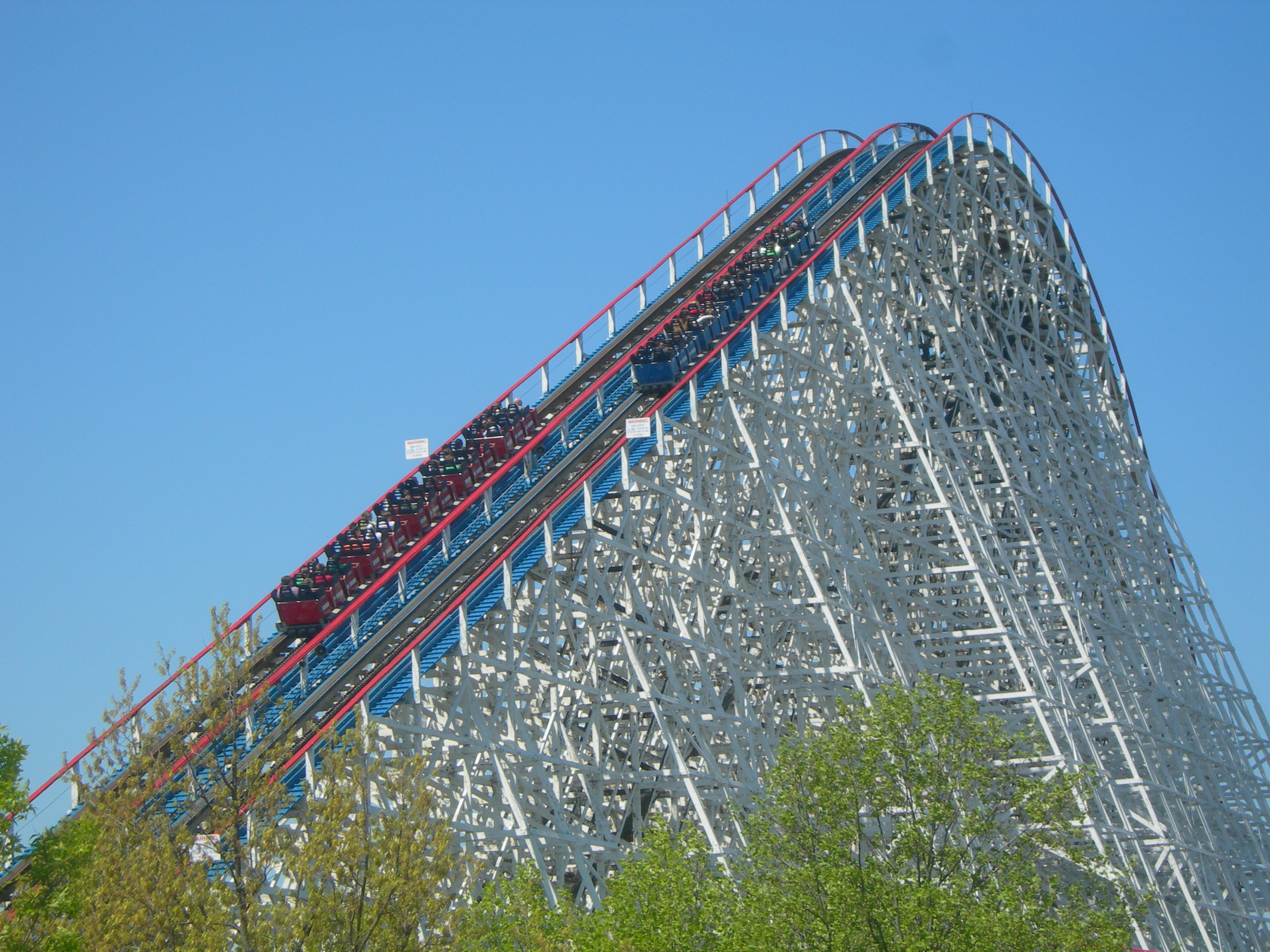

Die beiden 1417,3 m langen Strecken erreichen eine Höhe von 38,7 m und besitzen jeweils einen 44,8 m hohen First Drop von 55°. Die Höchstgeschwindigkeit beträgt 106,2 km/h.

## Züge
American Eagle besitzt vier Züge des Herstellers Philadelphia Toboggan Coasters mit jeweils fünf Wagen. In jedem Wagen können sechs Personen (drei Reihen à zwei Personen) Platz nehmen. Die Fahrgäste müssen mindestens 1,22 m groß sein, um mitfahren zu dürfen. Als Rückhaltesysteme kommen individuell einrastende Schoßbügel, Kopfstützen, Sicherheitsgurte und Sitzteiler zum Einsatz.